# Forêt classée de Dida
La forêt classée de Dida est une zone protégée située au Burkina Faso dans la province de la Comoé.
Elle se trouve à la frontière avec la Côte d’Ivoire.

## Délimitation et populations
La forêt classée de Dida a officiellement une superficie de 75 000 hectares,. Elle est située à cheval entre la commune de Mangodara et celle de Ouo, à une centaine de kilomètres à l’est de Banfora.
La forêt compterait une vingtaine de villages dont , :
- Sassamba et de Goté qui relèvent de la commune rurale de Ouo et qui seraient les plus anciens ;
- Diaradougou et les hameaux de cultures de Pelgo, Wankoro, Komborgo, Dorpo et Lenguemouwoukou relèvent de Mangodara ;
- Goté, Birré 1 et 2, Mossokantou, Kambelekodougou, Karwédougou, Ibibouré, Beredo et Karamogodjan relèvent de la commune de Djigouè.

Des milliers de personnes vivent dans la forêt classée de Dida, parfois depuis des décennies.
Les groupes ethniques autochtones sont les Komono, Karaboro, Lobi et les Dogosse, tandis que les Mossi, les Bobo et les Toussian sont des migrants. Les Peul, qui sont éleveurs, vivent dans les différents villages, bien qu’ils soient peu nombreux.

## Historique
La forêt de Dida a été classée par décision no 1744/FOR du 13 juin 1955. Elle a été concédée par les chefs des villages de Noumoukiedougou, Diarakorosso, Mouroukoudougou, Farakorosso et de Tiebata, tous originaire de l'actuelle commune rurale de Mangodara.
Une mission de l'État burkinabè a, au cours du mois de février 2012, fixé un ultimatum d'un mois aux habitants pour quitter la zone de la forêt.

## Faune
On y trouve une importante population animale : bubales, hippopotames, céphalophes, guibs hamachés, buffles, phacochères, cobs de bufflon, oiseaux et petits gibiers. La hyène s’y rencontre aussi fréquemment.